# Cantone di Camilo Ponce Enríquez
Il Cantone di Camilo Ponce Enríquez è un cantone dell'Ecuador che si trova nella Provincia di Azuay.
Il capoluogo del cantone è Camilo Ponce Enríquez.
Il cantone fu creato il 16 marzo 2002.